# Бэнкс, Джозеф
Сэр Джо́зеф Бэнкс (англ. Sir Joseph Banks, 1st Baronet; 13 февраля 1743, Хорнкасл, Линкольншир, Англия — 19 июня 1820, Лондон, Англия) — английский натуралист, ботаник, баронет. Рыцарь Большого креста ордена Бани.
Член (1766) и президент (1778—1820) Лондонского королевского общества, иностранный член Парижской академии наук (1787; член-корреспондент с 1772), иностранный почётный член Петербургской академии наук (1780).

## Краткая биография

### Ранние годы
Джозеф Бэнкс родился в семье члена Палаты общин. Первоначальное образование получил в школе Хэрроу, затем в Итоне. Ещё будучи молодым человеком, проявил интерес к исследованиям природы, изучая родной Линкольншир.

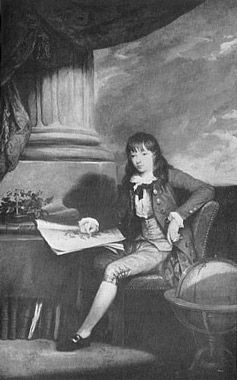
Портрет Джозефа Бэнкса. Художник неизвестен; предположительно Лемюэль Френсис Эбботт или Иоганн Цоффани. 1757

В 1760 году поступил в Оксфордский университет, покинул его в 1764 году, но без степени. Его отец скончался в 1761 году, и Джозеф унаследовал обширное поместье Ривсбай Эбби. Среди его друзей в это время появляется Даниель Суландер, через которого Бэнкс знакомится с Карлом Линнеем. Бэнкс становится советником короля Георга III и призывает его поддерживать экспедиции для открытия новых земель, втайне лелея мечту и самому в них участвовать, чтобы утолить страсть к ботанике.
В 1765 году Бэнкс совершил вместе с Фиппсом путешествие на Ньюфаундленд и Лабрадор с целью изучения местной природы. При описании флоры и фауны Ньюфаундленда и Лабрадора он впервые применил систему Линнея.

### Зрелые годы
В 1766 году он был избран членом Королевского общества.

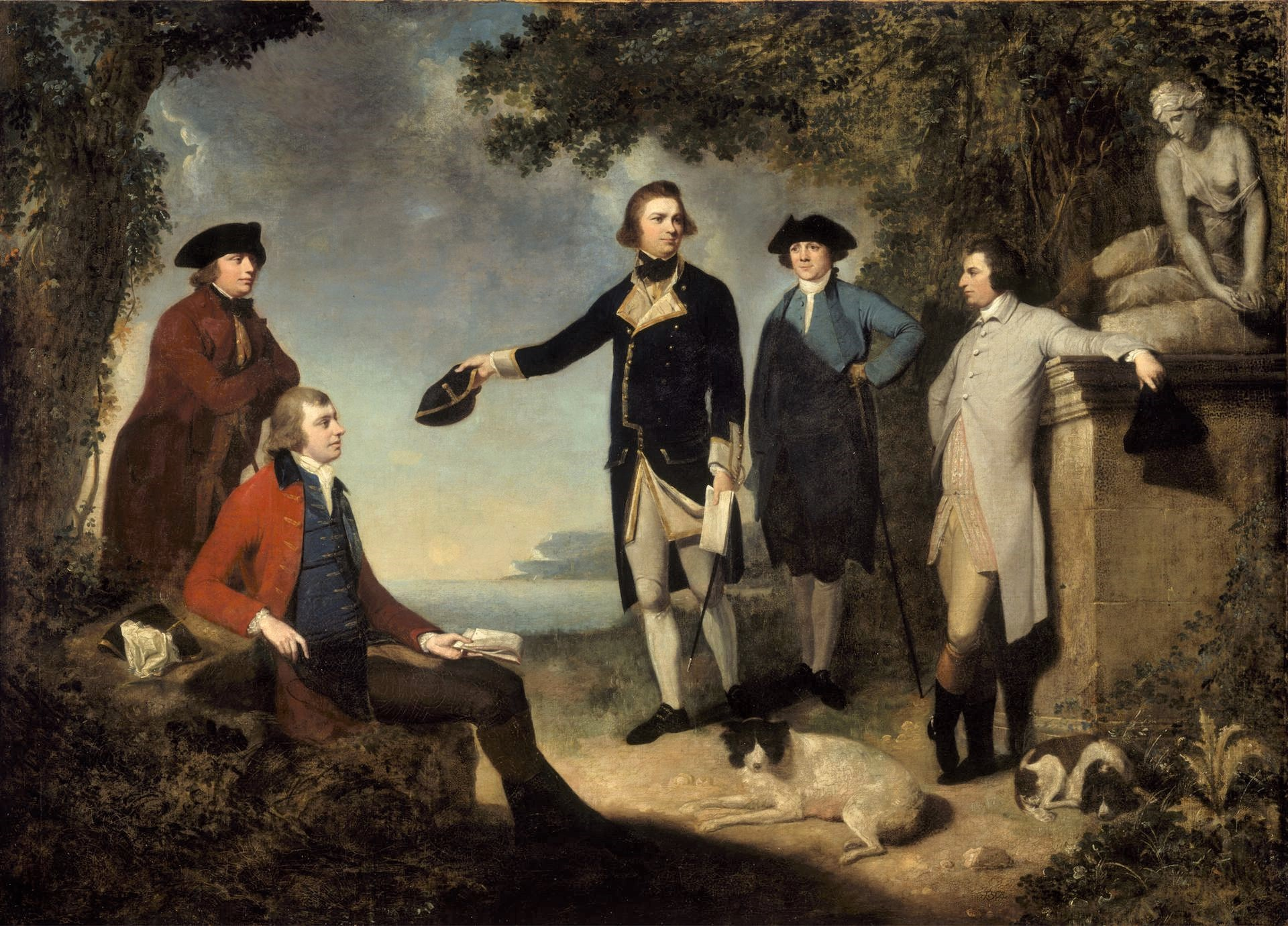
На картине Дж. Мортимера Даниэль Соландер (крайний слева), Джозеф Бэнкс (слева, сидит), Джон Хоксуорт и лорд Сэндвич (крайний справа) во время отчёта Джеймса Кука (в центре) о путешествии в Австралию

В 1768—1771 годах Бэнкс сопровождал Джеймса Кука во время его первого кругосветного путешествия на Индеворе. В Бразилии он сделал первое научное описание бугенвиллеи (назвав её в честь Луи Антуана де Бугенвиля). На Таити в 1769 году учёные наблюдали прохождение Венеры между Солнцем и Землёй — основное назначение экспедиции. Путешествие продолжилось в Новой Зеландии и на восточном побережье Австралии, где Кук нанёс на карту береговую линию и открыл Ботанический залив (назван им так во многом в благодарность ботаникам экспедиции) и Большой Барьерный риф.
Бэнкс и другие ботаники экспедиции Кука — швед Даниэль Соландер и финн Герман Споринг-младший — собрали первую большую коллекцию образцов австралийских растений, описав впервые в науке большое число видов. Впоследствии материалы, собранные экспедицией в Австралии, легли в основу книги Бэнкса «Флорилегий» (лат. Florilegium, «цветник»), иллюстрированную художником Сиднеем Паркинсоном почти 800 рисунками и изданную в 35 томах между 1980 и 1990 годами). Также во время первого путешествия Кука Бэнкс привёз и несколько образцов растений из Южной Америки.
Бэнкс вернулся в Англию 12 июля 1771 года и тут же стал знаменит.
В 1771 году он получил в Оксфорде степень доктора наук.
Бэнкс старался пойти с Куком и в его второе плавание, которое должно было состояться в 1772 году, но отказался от поездки, так как ему не позволили взять с собой двух музыкантов, которые играли бы для него во время ужина.
В 1772 году он посетил — вновь вместе с Даниэлем Суландером — остров Уайт, Гебридские острова и Исландию, давшие ему богатый материал для естественнонаучных исследований. Поселившись в Лондоне, Бэнкс целиком занялся работой над Florilegium.

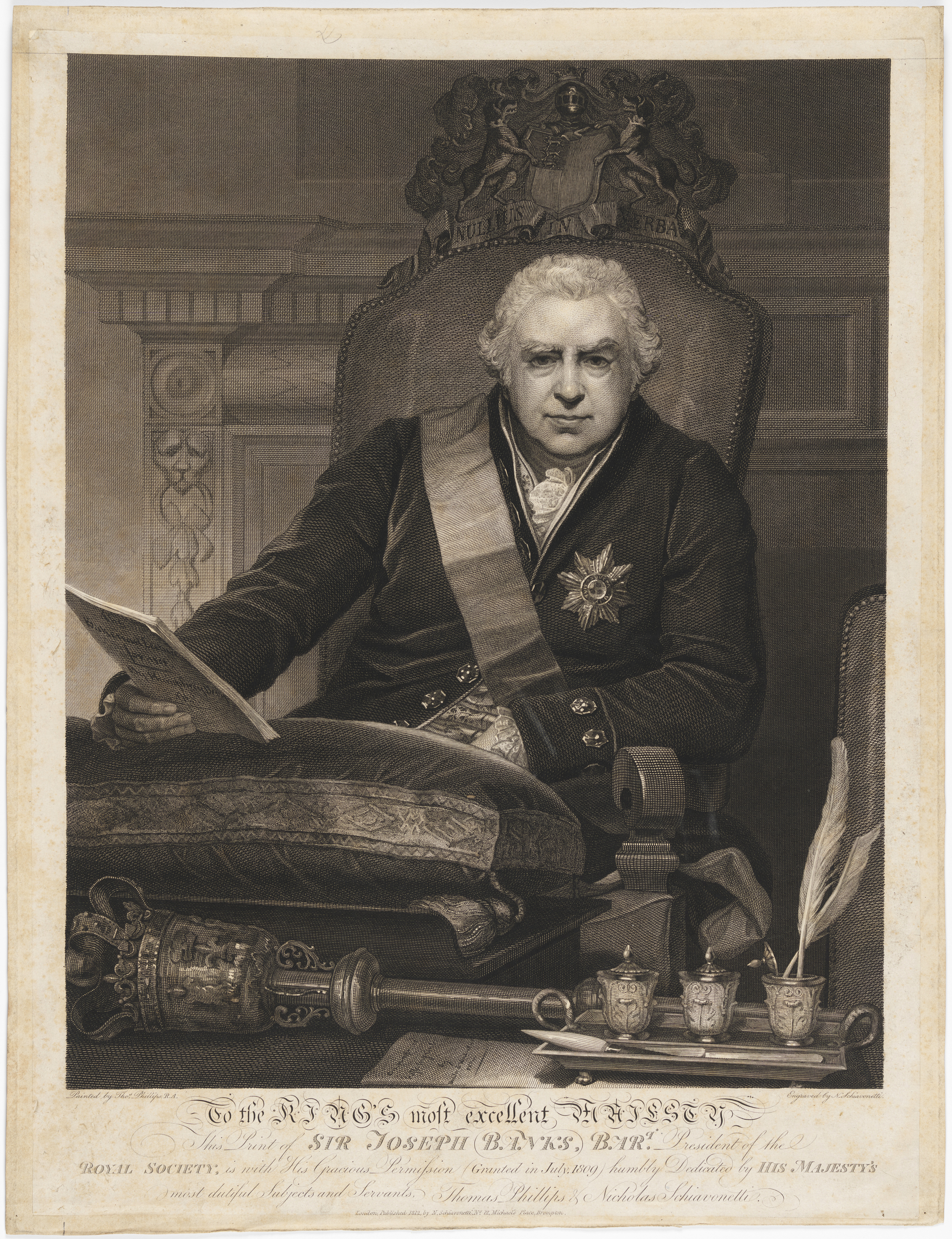
Бэнкс — президент Королевского общества. Гравюра Николаса Скьявонетти по рисунку Томаса Филлипса. 1812. 43 х 34 см Национальная библиотека Австралии

### Президент Королевского общества
30 ноября 1778 года Бэнкс был избран президентом Королевского общества; в этой должности он состоял почти 42 года, направляя курс британской науки в конце XVIII и начале XIX века. Бэнкс посылал английских путешественников и учёных в разные уголки мира, щедро финансируя исследования. Он распорядился послать Джорджа Ванкувера на северо-восток Тихого океана, Аллана Каннингема в Бразилию, а затем и на север и северо-запад Австралии — для сбора гербариев, Уильяма Блая — перевезти хлебное дерево с южных тихоокеанских островов на Антильские. Бэнкс поддержал (в том числе и деньгами) Уильяма Смита в его долгих усилиях создать геологическую карту Англии — первую в истории геологическую карту целой страны. Каждый английский корабль, возвращавшийся на родину из Австралии, по требованию Бэнкса вёз образцы растений, животных или минералов, которые в Англии подвергали всестороннему исследованию. Дом в Сохо, где он жил, в то время был широко открыт для учёных и студентов: он был как бы библиотекарем и хранителем при своих коллекциях.
В 1788 году Бэнкс основал в Лондоне Ассоциацию по продвижению открытия внутренних областей Африки, более известную под названием Африканская ассоциация, или Африканское общество (англ. The Association for Promoting the Discovery of the Interior Parts of Africa, African Association). Джон Ледьярд, Саймон Лукас, Дэниел Хафтон, Мунго Парк, Фридрих Хорнеманн, Иоганн Людвиг Буркхардт, Генри Николс, совершившие свои путешествия в Африку под патронатом Ассоциации, многим обязаны Бэнксу.

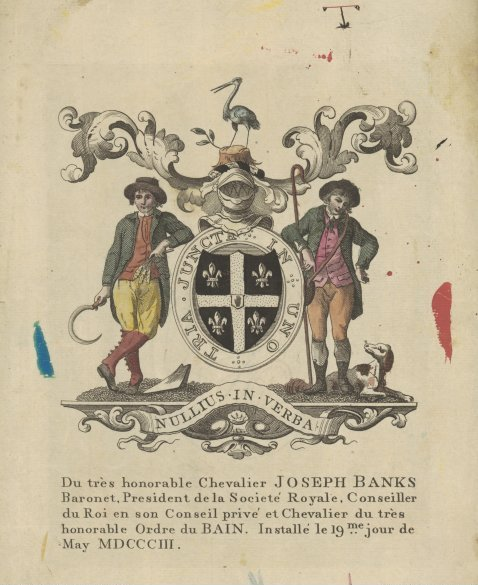
Герб баронета Джозефа Бэнкса. Гравюра неизвестного художника, раскрашенная от руки. 1803. 22 х 17 см. Национальная библиотека Австралии.

В 1781 году Бэнкс был возведён в дворянство, получил титул баронета, а в 1797 году стал членом Королевского тайного совета.
Бэнкс был негласным советником короля по Королевским ботаническим садам Кью (эта должность была узаконена в 1797 году). Из самой дали везли ботаники в Кью экзотические новинки. Сад в Кью становился лучшим в мире.
В 1799 году Бэнкс совместно с графом Румфордом и другими членами Королевского общества основали лондонский Королевский институт как базу для совместных исследований учёных и их преподавательской деятельности.
В 1802 году избран во Французскую академию.
В 1805 году Бэнкс из-за болезни почти перестал ходить, но разум его оставался светел. В 1806 году стал почетным членом Московского общества испытателей природы.
В последние годы он много времени уделял археологии и древностям, равно как практическому садоводству и агрономии.
В 1820 году он передал бразды правления Королевским обществом Уильяму Хайду Уолластону, но остался членом совета.
Детей у него не было.

## Названы в его честь

### Географические объекты
- Полуостров Банкс на Южном острове в Новой Зеландии
- Острова Банкс в Республике Вануату
- Остров Банкс на Северо-Западных территориях в Канаде
- Банкс — остров у тихоокеанского побережья канадской провинции Британская Колумбия
- Банкс — пригород Канберры
- Банкстаун — пригород Сиднея
- Мыс Бэнкс[8] — северо-восточная оконечность острова Шуяк в Кадьякском архипелаге.
- Ботанический залив — залив Тасманова моря в 8 км к югу от центра Сиднея (открыт и наименован Джеймсом Куком) в 1770 году

### Растения
- Род Банксия (Banksia L.f.), семейство протейные
- Около 80 видов растений[9]

### Животные
- Траурный какаду Бэнкса (Calyptorhynchus banksii)
- Кальмар рода Онихотойтис (Onychoteuthis banksii)

## Память
- Портрет Бэнкса изображён на банкноте Австралии в 5 долларов.

## Образ в кино
- Мятеж на «Баунти» (фильм, 1935)

## Печатные труды
- А short account of the causes of the diseases in corn etc. London, 1805
- Circumstances relative to Merino sheep. London, 1809